# Tanzaniska köket

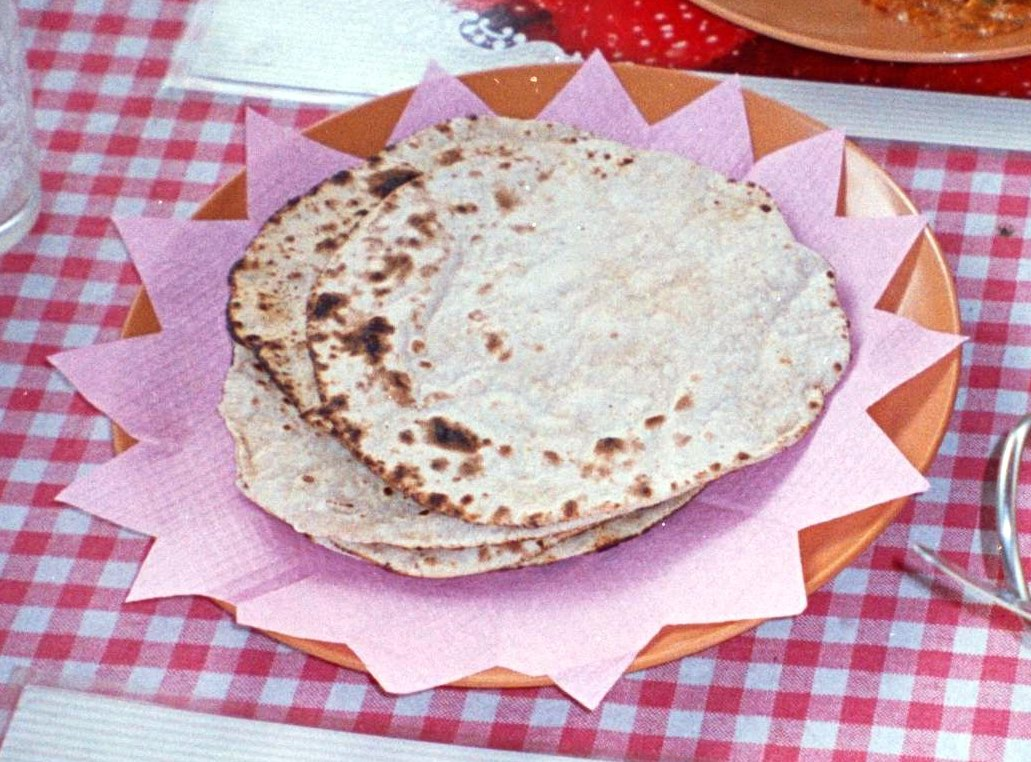
Chapati, ett i Tanzania vanligt komplement till maten.

Tanzaniska köket är mat och matvanor som i huvudsak kommer från Tanzania. Maten är relativt lik maten i övriga Östafrika även om det finns vissa skillnader. I Tanzania innehåller i stort sett alla rätter med ett namn på swahili kokosnöt eller bananer, eller båda. Kokosmjölk med curry (gjord på stötta kryddor som skiljer sig från den indiska curryn på färgen), i soppor, till grönsaker, äggrätter, fisk, kött och fågel såväl som i efterrätter. Bananerna används ofta i köttstuvningar såväl som med fisk och fågel.
Köket kombinerar de gamla traditionella tillagningsteknikerna med nya moderna metoder och man använder ett stort antal olika frukter och grönsaker på grund av tillgängligheten. Rötter, lokala kryddor och fiskar utgör en stor del av födan. En stor del av maten kokas i vatten eller kokosmjölk och då ofta med jordnötter, friteras i olja, grillar över öppen glöd eller rostas på heta stenar. Huvudsakligen är det kvinnorna som står för matlagningen och de hjälps ofta åt eftersom maten skall räcka till hela familjen, som vanligtvis är rätt stor. Till maten serveras ofta gryta på kött eller banan och olika grönsaker. Tomat, lök och ingefära används i de flesta rätter samt de i Tanzania växande kryddorna kardemumma, nejlika och kanel. Ananasskivor eller klyftor av mango och papaya serveras ofta som efterrätt, då och då tillsammans med lime. All mat tillreds i köket och den består oftast av ugalia (majsgröt), böngryta och då och då en köttgryta. På sina ställen äter man också fisk. Gröten äts med fingrarna och formas till små urgröpta bollar fyllda med gryta.
Det vanligtvis lilla kökets golv är gjort med jord. En vägg är en öppen dörr och de andra väggarna är sotsvarta. Traditionellt användes flata stenar över öppen eld men nuförtiden används också spisar av fotogen eller kol. Över hela landet äts chapati, ett bröd som fördes till Tanzania av indier, och äts tillsammans med te eller olika fyllningar. Man skrapar ofta upp de sista matresterna med brödet.
Mattraditionerna har ett antal olika influenser och kryddningen och styrkan varierar geografiskt sett mycket.

## Urval av maträtter
| Namn                                                | Beskrivning                               |
| Drycker                                             | Drycker                                   |
| --------------------------------------------------- | ----------------------------------------- |
| Chai                                                | Te, En dryck som dricks mycket i Tanzania |
| Kahawa (kaffe)                                      |                                           |
| Pawpawjuice                                         | Juicen av en frukt som heter papaya       |
| Zabibu                                              | Passionsfruktsjuice                       |
| Soppor och såser                                    |                                           |
| Pumpkin mtori                                       | Pumpasoppa                                |
| Ndizi mtori                                         | Banansoppa                                |
| Cassava mtori                                       | Soppa på maniok och kyckling              |
| Tripe mtori                                         | Soppa på olika boskapsdjurs magar         |
| Mamumunyasås                                        | Sås av kalebass                           |
| Grönsaker                                           |                                           |
| Mchanyato                                           | Pilaff på ärtor                           |
| Magimbilöv                                          | Inlagda löv från grönsaken yams           |
| Kött, fågel och fisk                                |                                           |
| Plain ndolo                                         | Kött med gul majs                         |
| Muhogo                                              | Kött med maniok                           |
| Kande za nazi                                       | Majs och bönor i kokosmjölk               |
| Ngandi                                              | Getkött med bananmos                      |
| Kuku paka                                           | Kyckling med kokosnötsås och masala       |
| Samaki wa kubanika                                  | Fisk med masala                           |
| Kamba                                               | Curry på färska räkor                     |
| Bönor, linser, ärtor och nötter                     |                                           |
| Borohoa                                             | Kokosnötsbönor                            |
| Viazi vya kuponda na maharage                       | Potatismos med bönor                      |
| Kishumba                                            | Sötpotatis med bönor                      |
| Mseto                                               | Ris med linser                            |
| Mchanyato wa mtama na kunde                         | Durra med ögonbönor                       |
| Uji wa karanga                                      | Jordnötsgröt                              |
| Säd, spannmål, rötter och andra stärkande livsmedel |                                           |
| Ugali                                               | Seg gröt                                  |
| Makande ya karanga                                  | Majs med jordnötter                       |
| Lushoro                                             | Majs, bönor och mjölk                     |
| Kimboya                                             | Mosad maniok med bönor                    |
| Kitawa                                              | Banan och surmjölk                        |
| Chapati za kumimina                                 | Kryddiga pannkakor                        |
| Frukt och efterrätter                               |                                           |
| Tambi                                               | Söt vermicelli                            |
| Pepeta                                              | Friterat ris med jordnötter               |
| Vitumbua                                            | Rismunkar                                 |
| Vimanda                                             | Banan- och risbollar                      |

## Vanligt förekommande kryddor
| Svenskt namn            | Namn på kiswahili (språk som talas i Tanzania) | Beskrivning |
| ----------------------- | ---------------------------------------------- | --- |
| Ingefära                | Tangawizi                                      | En rotkrydda som finns hel eller malen. Används i currys, te och andra drycker. Används även i kakor, godis, puddingar, inläggningar och andra konserveringar, och som medicin. |
| Gurkmeja                | Manjano                                        | En klargul krydda som används i kryddiga rätter, relisher, inläggningar och som en ingrediens i curry. |
| Vitlök                  | Kitunguu Sumu                                  | En lök i familjen lökar. Den består av små delar som sitter ihop i ett knippe. Delarna kallas vitlöksklyftor. Kryddan är väldigt stark och används i små mängder i currygrytor, relisher och andra starkt smaksatta rätter. |
| Kanel                   | Mdalasini                                      | En krydda från barken på ett träd. Rullade strimlor av kryddan kallas kanelstänger och används hela i pilaff, inläggningar och liknande. Malen kanel används för att smaksätta både kryddiga och söta rätter, drycker och tillagade frukter.                                                                                               |
| Peppar                  | Pilipili manga                                 | Både den stötta svartpepparn och vitpepparn är torkade, omogna bär från en klätterväxt. Skillnaden mellan de två pepparsorterna är hur man tillagar dem. Pepparn finns också hel, och när den stöts hemma får man den bästa smaken. Peppar används främst som en bordskrydda till kryddiga rätter och såser.                               |
| Spanskpeppar            | Pilipili hoho                                  | Kryddan har en mild smak förutom fröna som är starka. När den är färsk används den som en grönsak och ibland för att smaksätta andra grönsaksrätter, rissåser och fiskrätter. De mogna paprikorna som är röda eller gula läggs vanligtvis in eller konserveras på burk.                                                                    |
| Chilipeppar             | Pilipili kali                                  | En kapsel från en planta från samma familj som cayennepeppar och spanskpeppar. Kryddan är väldigt stark och används mest för att smaksätta kryddiga rätter som kräver en stark smak samt i inläggningar och chutneys. När den är färsk är den grön och när den är mogen är den klarröd. Den mogna pepparn används torkad och mald i curry. |
| Koriander               | Giligilani                                     | Koriander är fröna från en planta och har en mild säregen smak. De används hela i kryddiga rätter som pilaff, relish och inläggningar och malna i godis, kakor och i curry. Bladen säljs färska i vissa currygrytor och andra i Tanzania inhemska grytor och rätter.                                                                       |
| Kardemumma              | Iliki                                          | Kardemumma är fröna från en vass-liknande planta som växer i Tanzania. Fröna ligger i en kapsel. Den har en behagligt stark smak och används i öl, inläggningar, risrätter och curry. |
| Kummin                  | Bizari eller Nyembamba                         | Kummin är fröna från en planta som uppskattades mycket i Medelhavet. I Tanzania används kryddan i ris, pilaff, i asiatiska godisar, bröd, grytor och kötträtter för de som gillar den skarpa smaken kryddan ger. |
| Senapsfrön              | Haradali                                       | Senapsfrön är fröna från en planta som finns i två varianter; svartsenap och vitsenap. Fröna används hela i friterad mat som chapati, till kött och i inläggningar. Malen senap används vanligtvis som en krydda. |
| Nejlika                 | Karafuu                                        | Nejlika är torkade oöppnade blomknoppar som växer mycket på Zanzibar som används till att göra olja och blandas med andra oljor till matlagning, som en krydda i grytor, risrätter, pilaff, fruktpuddingar, godisar och kakor. Den används även för parfymtillverkning.                                                                    |
| Muskot och muskotblomma | Kungu                                          | Kryddorna produceras av frukten från muskotträdet. Blomman är det yttre skalet av frukten och själva muskotnöten är fröet eller kärnan av frukten. Blomman används vanligtvis i kryddiga rätter och inläggningar och nöten används huvudsakligen i söta rätter, kakor, öl och då och då i grönsaker.                                       |
| Kryddpeppar             | -                                              | Kryddan är de torkade fröna från ett träd. Smaken och aromen beskrivs som en blandning av kanel, nejlika och muskot. När kryddan mals används det i många kryddblandningar och som en smaktillsatts i kött och grönsaksrätter, godisar, puddingar, kakor och soppor. Hel kryddpeppar används till konservering och chutneys.               |
| Curry                   | -                                              | Curry är en blandning av olika kryddor. Den innehåller oftast malen gurkmeja, ingefära, kardemumma, kanel, chili och andra kryddor som spiskummin. |